# MPRIS
MPRIS (англ. Media Player Remote Interfacing Specification) — стандартизованный интерфейс для управления медиаплеерами через D-Bus.
MPRIS обеспечивает возможность обнаружения соответствующих стандарту медиаплееров, получения информации о текущем медиафайле, управление плеером, а также поддержку концепции списков воспроизведения.
В настоящее время есть две версии этого стандарта: 1.0, объявленная устаревшей, и 2.0 (включая обновления 2.1 и 2.2).